# 赵武灵王墓
赵武灵王墓，位于山西省大同市灵丘县灵丘县城西1公里处，是中华人民共和国山西省文物保护单位之一。
1965年5月24日，授予山西省文物保护单位，是一座古墓葬，墓穴之主为赵武灵王。